# Christo Ignatow
Christo Ignatow (* 1. Dezember 1953) ist ein ehemaliger bulgarischer Ringer.

## Werdegang
Christo Ignatow begann als Jugendlicher mit dem Ringen. Er rang im griechisch-römischen Stil, wo seine Entwicklung rasch voranging. Bereits 1972 kam er im Alter von nur 19 Jahren bei den Olympischen Spielen 1972 in München in der Schwergewichtklasse zum Einsatz. Von Nationaltrainer Philipp Kriwiwalchew gut vorbereitet, zeigte er dort trotz seines jugendlichen Alters sehr gute Kämpfe. Er siegte über Aimo Mäenpää aus Finnland und Tore Hem aus Norwegen und rang gegen den Weltmeister von 1970 und 1971 Per Svensson aus Schweden unentschieden. Eine Niederlage in seinem vierten Kampf gegen den sowjetischen Meister Nikolai Jakowenko warf ihn aber aus dem Rennen. Er belegte aber einen ehrenvollen 4. Platz.
Danach kam Christo Ignatow nur mehr bei der Europameisterschaft 1975 in Ludwigshafen am Rhein im Schwergewicht zum Einsatz, wobei aber zu bedenken ist, dass Bulgarien seinerzeit eine der führenden Ringernationen auf der Welt war und in jeder Stilart und Gewichtsklasse mehrere Weltklasseringer vorhanden waren. In Ludwigshafen kam er zu einem Sieg über Heinz Schäfer aus der Bundesrepublik Deutschland. Er unterlag aber gegen József Farkas aus Ungarn und Zdenek Chara aus der Tschechoslowakei und belegte damit den 6. Platz. 
Über den weiteren Lebensweg von Christo Ignatow ist nichts bekannt. In Siegerlisten bei internationalen Meisterschaften oder Turnieren taucht er aber nicht mehr auf.

## Internationale Erfolge
| Jahr | Platz | Wettbewerb                                    | Gewichtsklasse | |
| ---- | ----- | --------------------------------------------- | -------------- | --- |
| 1972 | 3.    | "Werner-Seelenbinder"-Turnier in Zella-Mehlis | Schwer         | hinter Fredi Albrecht, DDR und Per Svensson, Schweden |
| 1972 | 4.    | OS in München                                 | Schwer         | mit Siegen über Aimo Mäenpää, Finnland und Tore Hem, Norwegen, einem Unentschieden gegen Per Svensson und einer Niederlage gegen Nikolai Jakowenko, UdSSR |
| 1973 | 3.    | Klippan-Turnier                               | Schwer         | hinter Nikolai Balboschin, UdSSR und Alfons Hecher, BRD                                                                                                   |
| 1973 | 1.    | Großer Preis der BRD in Moosburg an der Isar  | Superschwer    | vor Galinski, Polen und Richard Wolff, BRD |
| 1975 | 6.    | EM in Ludwigshafen am Rhein                   | Schwer         | mit einem Sieg über Heinz Schäfer, BRD und Niederlagen gegen József Farkas, Ungarn und Zdenek Chara, CSSR                                                 |

Anm.: alle Wettbewerbe im griechisch-römischen Stil, OS = Olympische Spiele, EM = Europameisterschaft, Schwergewicht, damals bis 100 kg, Superschwergewicht, damals über 100 kg Körpergewicht